# Peshmerga
Peshmerga o peshmerge (pronunciación kurda [pɛʃmærɡæ]; kurdo: Pêşmerge, پێشمەرگە; posiblemente del persa: پیشمرگ, Pishmarg) es el término usado por los kurdos para referirse a los combatientes kurdos armados. Literalmente significa "aquellos que enfrentan la muerte".
Sus orígenes vienen de grupos tribales que se organizaron como una fuerza de combate nacional del pueblo kurdo tras la partición del Imperio otomano luego de la Primera Guerra Mundial. El Kurdistán empezó a verse a sí mismo como una de las múltiples naciones recientemente creadas en la región y el desorden político regional dejó un vacío de poder que permitió a los kurdos empezar a luchar por un estado independiente.
Al tiempo en que el nacionalismo kurdo iba creciendo, también lo hacía la identidad de los Peshmerga como parte de la cultura kurda, que los hizo transformó en combatientes nacionalistas. Con los levantamientos en Irak en 1991, los Peshmerga lograron hacer retirar a las fuerzas iraquíes del norte del país.

## Historia
Oficialmente el término "peshmerga", acuñado por el escritor y político Ibrahim Ahmad, no fue utilizado hasta 1946. Así se denominaron los miembros del Ejército de la República de Mahabad, la fugaz experiencia de Estado kurdo que, bajo la protección de la Unión Soviética, duró menos de un año en el noroeste de Irán bajo la dirección de Qazi Muhammad.
Las fuerzas Peshmerga han existido desde el advenimiento del movimiento independentista kurdo en la década de 1920, tras el colapso de los imperios otomano y Kayar que habían gobernado conjuntamente sobre el área. Fuerzas Peshmerga incluyen a las mujeres en sus filas.
Durante la invasión de Irak de 2003 con el pretexto de localizar unas supuestas armas de destrucción masiva, los peshmergas fueron directamente responsables de la captura de Sadam Huseín. También capturaron a un mensajero de Osama Bin Laden en 2004, que condujo a la muerte del jefe de Al-Qaeda.
El término Peshmerga es también el nombre oficial de las fuerzas armadas del Gobierno Regional del Kurdistán en la región del Kurdistán iraquí.

## Territorios disputados del norte de Irak

Un combatiente peshmerga hace guardia en un puesto en Kalak, Irak, controlada por el Partido Democrático del Kurdistán, en 2003.

En septiembre de 2012, el gobierno iraquí ordenó al KRG transferir sus poderes sobre los Peshmerga al gobierno central, y las relaciones se tensaron aún más por la formación de un nuevo centro de mando (Comando Operación Tigris) de las fuerzas iraquíes para operar en una zona disputada de la que tanto el Gobierno Regional Kurdo como Bagdad reclaman su jurisdicción.
El 16 de noviembre de 2012 murió una persona tras un enfrentamiento militar entre las fuerzas iraquíes y los Peshmerga. La CNN informó que dos personas habían muerto (incluyendo un soldado iraquí) y 10 habían sido heridas en enfrentamientos en el pueblo de Tuz Jurmato.

### Guerra contra Estado Islámico
El 30 de enero de 2015, Estado Islámico lanzó un ataque sobre la localidad de Kirkuk. Los ataques comenzaron en la madrugada con bombardeos en varias posiciones de los peshmerga, causando al menos cinco bajas, entre ellas la de un comandante kurdo. Maktab Khalid, un área al suroeste de la ciudad de Kirkuk, fue capturada por los yihadistas tras fuertes enfrentamientos con las tropas kurdas, según informes de CNN. se especuló que Estado Islámico buscaría alejar a los kurdos y la coalición de su bastión en Mosul.
Además, en el suroeste de Kirkuk, Estado Islámico atacó posiciones kurdas capturando algunas áreas, incluyendo partes del yacimiento petrolífero de Khabbaz. Se reportó que al menos quince empleados petroleros desparecieron luego de que la compañía perdiera contacto con ellos, y podrían haber sido secuestrados. Posteriormente, fueron encontrados.
El 17 de junio de 2015, la coalición bombardeó diversas posiciones de Estado Islámico en los alrededores de Kirkuk, matando a 45 yihadistas e hiriendo a 22. Asimismo, nueve vehículos y un arsenal fueron destruidos en los ataques.
El 6 de julio de 2015, los yihadistas atacaron posiciones kurdas en las zonas de Mogamaa Shahid, Mariam Beik y el pueblo de Al Morra, donde al principio consiguieron capturar algunas zonas. Los ataques fueron repelidos y murieron decenas de yihadistas y un soldado kurdo.
La campaña inicio con la recuperación de territorios ocupados por las fuerzas kurdas, las cuales el gobierno federal habían perdido tras su derrota en la campaña de expansión del Estado Islámico en 2014, las fuerzas kurdas incorporaron de facto dichas regiones en su administración y eso originó una disputa en un principio pacíficas —especialmente en Kirkuk— sobre cual gobierno era el verdadero dueño de las materias primas de los territorios disputados.
El avance gubernamental iraquí se vio beneficiado por la inacción de las fuerzas armadas de Estados Unidos, que se encontraban estacionadas en el Kurdistán iraquí, esto se debió a que tanto las fuerzas gubernamentales como las kurdas son aliados naturales de la Coalición Internacional por lo tal hubiera sido incoherente ponerse en apoyo bélico de alguno de los dos, el mismo gobierno estadounidense tacho la intervención de «asunto interno iraquí», además, según especialistas las fuerzas estadounidenses están más ocupadas en su participación en apoyo de la rebelión kurda en plena guerra civil de Siria, por lo cual no le beneficiaría abrir otro frente de guerra en territorio iraquí.